# Pfarrkirche Weitensfeld

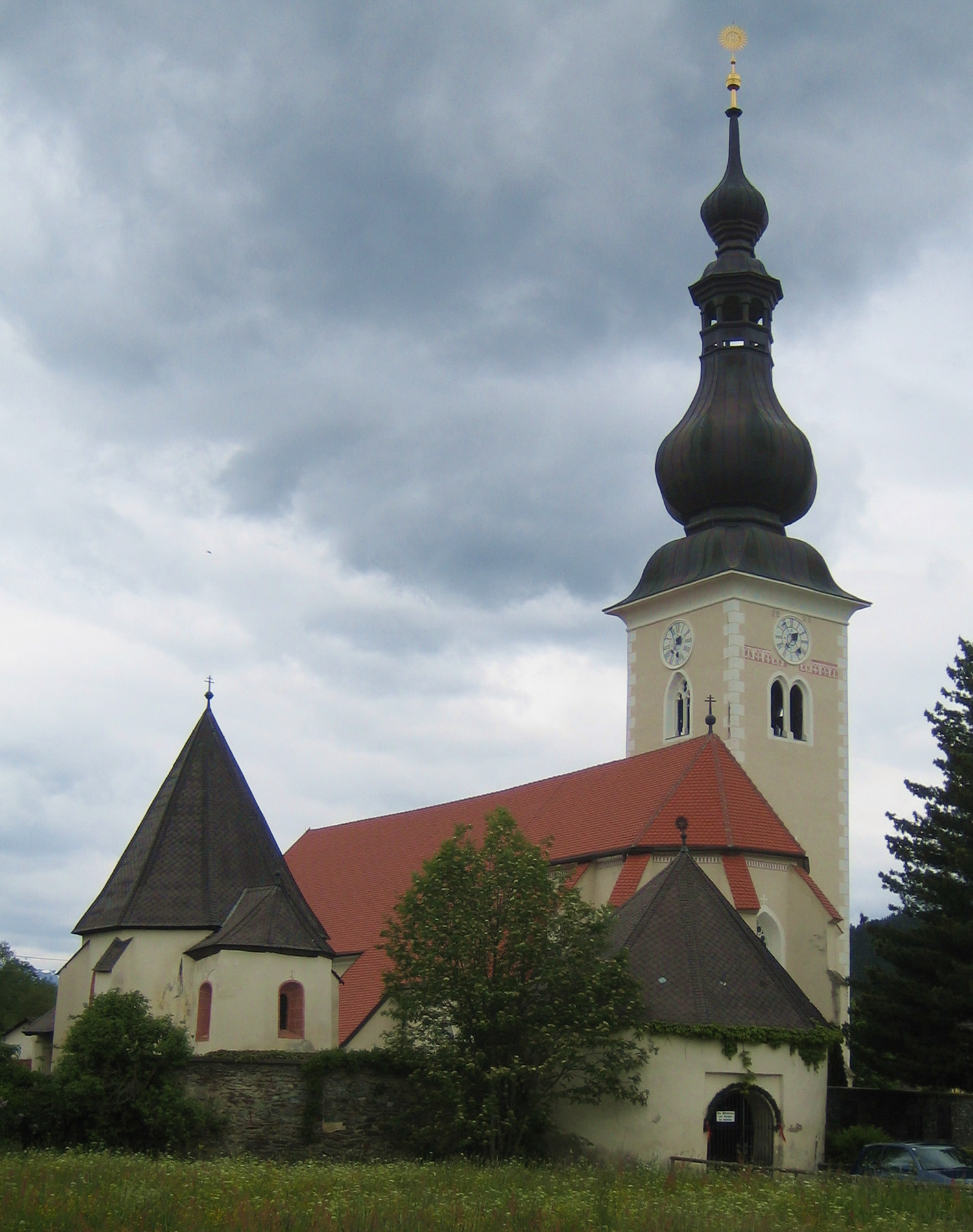
Südostansicht

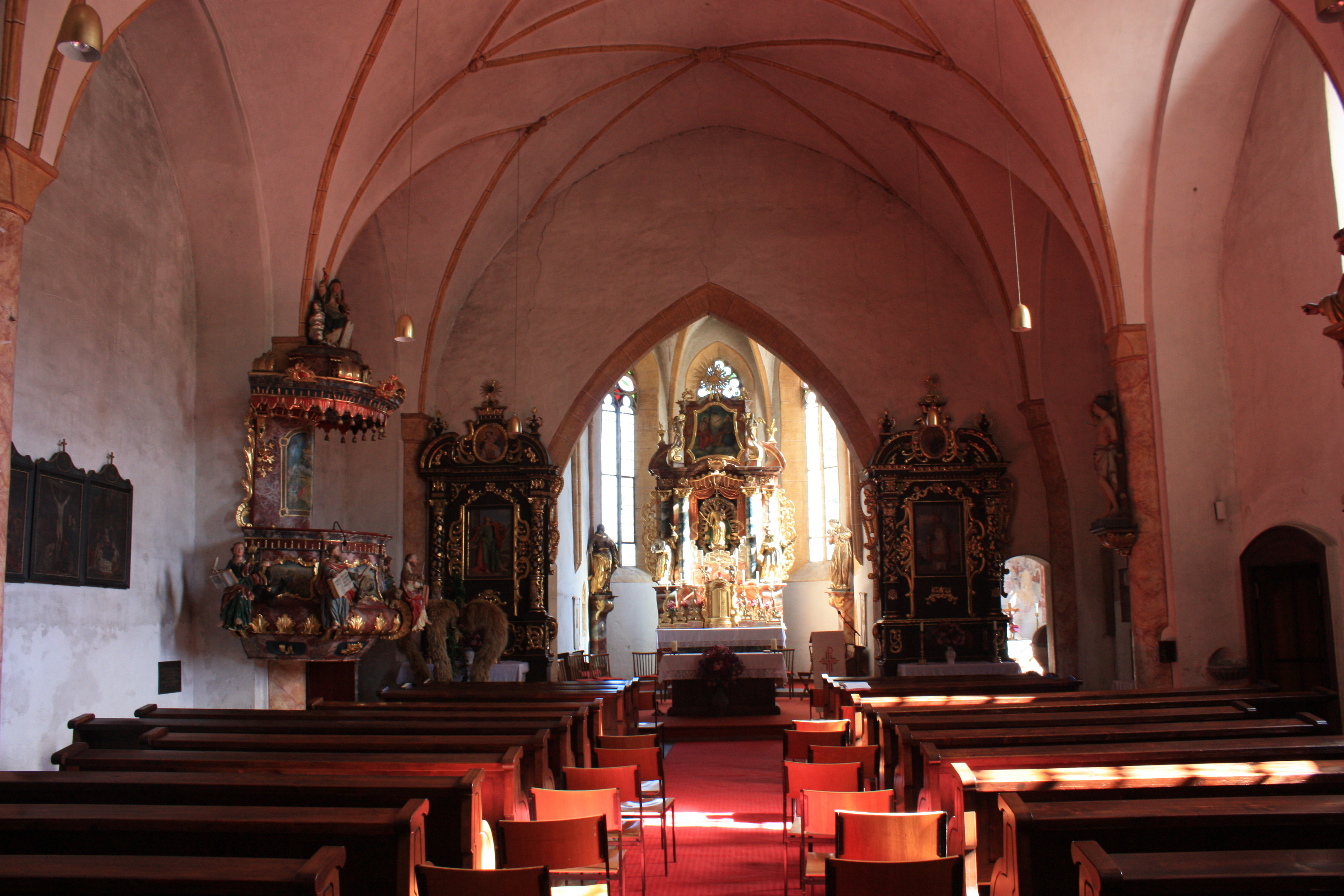
Innenansicht

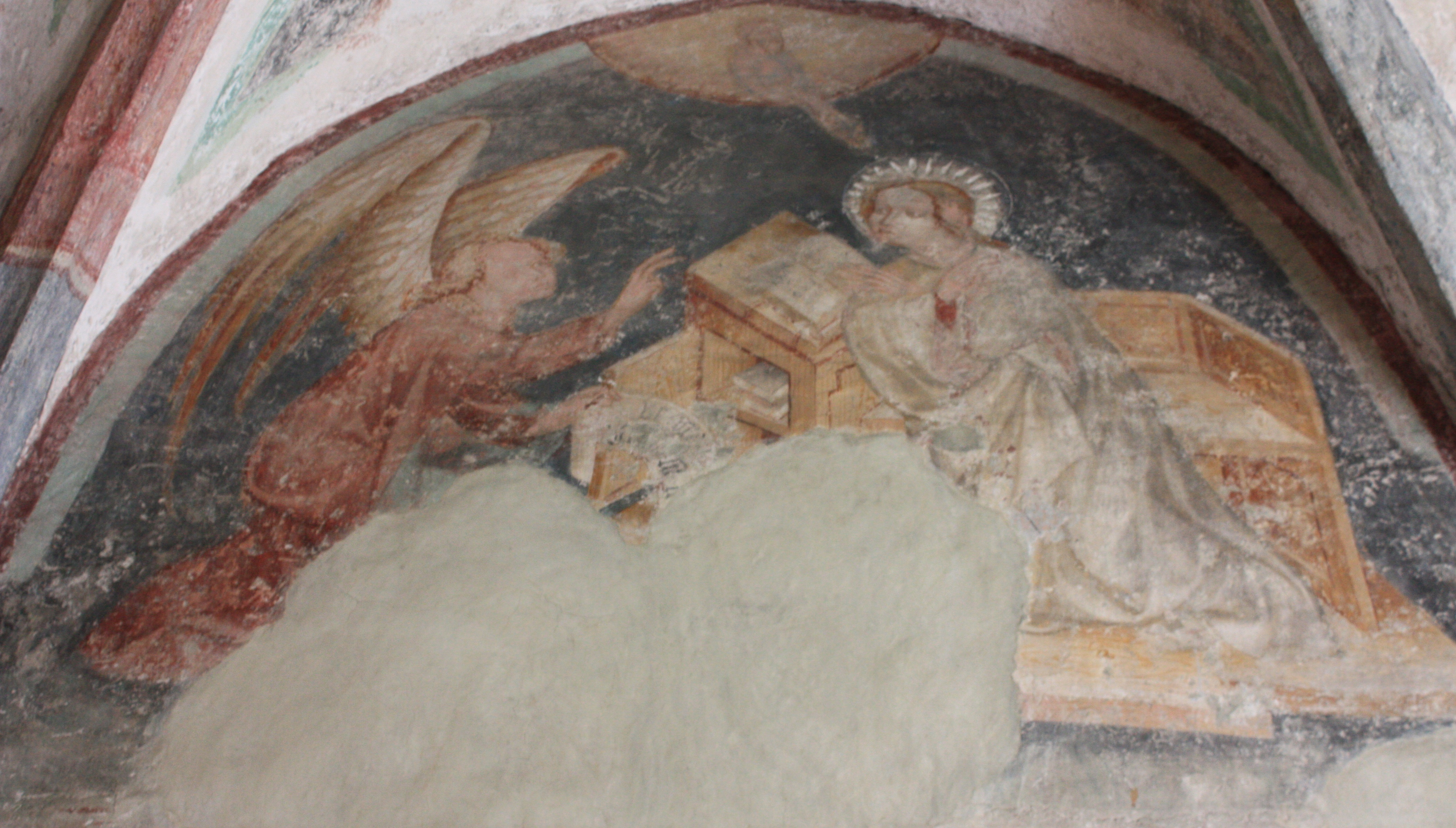
Fresko: Maria Verkündigung

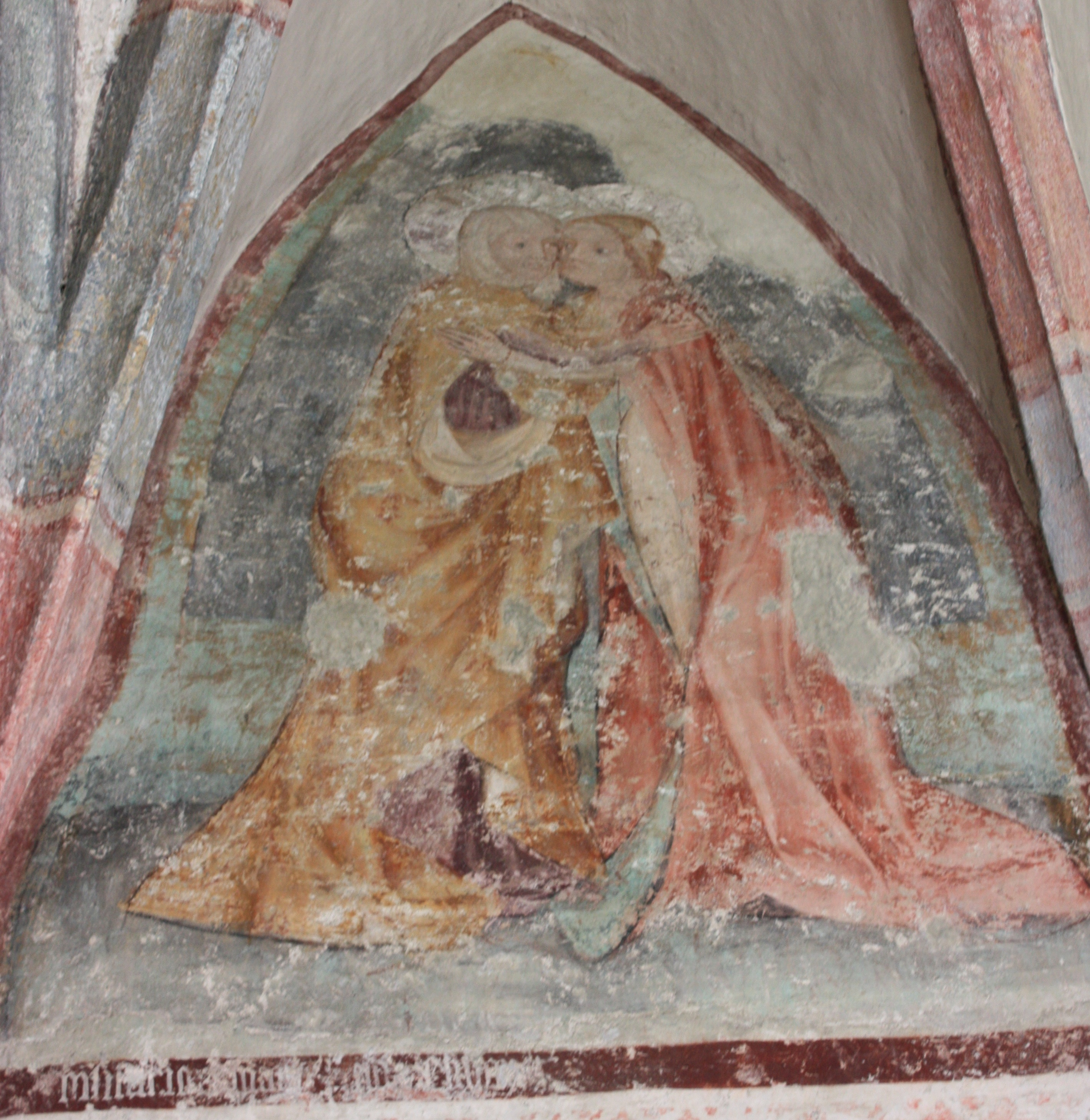
Fresko: Maria Heimsuchung

Die Pfarrkirche Weitensfeld ist dem Evangelisten Johannes geweiht. Die Kirche am Westrand von Weitensfeld ist von einer ehemals wehrhaften Friedhofsmauer umgeben. Der östliche Wehrturm vom Anfang des 16. Jahrhunderts mit Schießscharten und Spuren einer Zugbrücke dient heute als Torbau zum Friedhof. Die erstmals 1285 erwähnte Kirche war bis 1752 eine Filiale von Altenmarkt.

## Baubeschreibung
Die Kirche besteht aus einem wohl nach dem Brand von 1562 erneuerten Langhaus und einem gotischen Chor aus der ersten Hälfte des 14. Jahrhunderts. Den Chor mit vier zweibahnigen Maßwerksfenstern stützen dreistufige Strebepfeiler. An der Südseite ist eine gotische Kapelle und westlich davon die Sakristei angebaut. Der gotische Turm an der Chornordseite besitzt im Westen und Süden Schallfenster mit Maßwerk. Der barocke Zwiebelhelm wurde 1973 erneuert.
Im vierjochigen Langhaus ruht ein Tonnengewölbe mit Stichkappen und Stuckrippen auf Wandpfeilern und vorgelegten Halbsäulen. Auf der dreiachsigen Westempore über rundbogigen Pfeilerarkaden und einem Stuckrippenkreuzgewölbe steht eine 1993 errichtete Orgel von Bernhard Ottitsch. Ein abgefaster, spitzbogiger Triumphbogen verbindet das Langhaus mit dem zweijochigen Chor mit Fünfachtelschluss. Das Kreuzrippengewölbe im Chor mit Abhänglingen hat an den Schlusssteinen Reliefköpfe. Im Chor haben sich eine Sakramentsnische und eine Lavabonische erhalten. Die Kapelle im Turmerdgeschoß besitzt ein Kreuzrippengewölbe aus der ersten Hälfte des 14. Jahrhunderts, auf dessen reliefiertem Schlussstein das Lamm Gottes dargestellt ist. Die Johannes dem Täufer geweihte, südliche Kapelle mit Fünfachtelschluss und Kreuzrippengewölbe aus der Mitte des 14. Jahrhunderts ist mit einem großen Spitzbogen zum Chor hin geöffnet.

## Wandmalereien
Die nach 1406 im weichen Stil gemalten Fresken in der Südkapelle wurden 1966/1967 freigelegt. An der Westwand sind Reste einer Anbetung der Heiligen Drei Könige zu sehen. An der Nordwand sind die Verkündigung, die Heimsuchung und darunter die Heiligen Barbara, Katharina, Agnes, Dorothea und Margaretha dargestellt. Der Marientod an der Ostwand und der Nordostschräge wurde Ende des 16. Jahrhunderts großteils übermalt. Darüber befindet sich die Darstellung einer Marienkrönung.
In den Fensterlaibungen der Südost- und der Südwand vom Chorschluss sind Darstellungen von Heiligenfiguren. Die Fresken an der Chorsüdwand sind stark fragmentiert. Darunter befindet sich eine Stifterfigur und eine Gedenkinschrift von 1406 für Herzog Wilhelm. Die Malereien im Chorgewölbe geben die vier Evangelisten wieder. Die zarten Rankenmalereien stammen aus dem 17. Jahrhundert.

## Einrichtung
Der Hochaltar aus den zweiten Viertel des 18. Jahrhunderts birgt in der Mittelnische eine Madonna mit Kind, flankiert vom Evangelisten Johannes und von Johann Nepomuk. Neben dem Altar stehen auf hohen Konsolpodesten die Statuen der Heiligen Josef und Antonius von Padua. Das Aufsatzbild zeigt die Heilige Dreifaltigkeit. Den Abschluss bildet das Auge Gottes im Strahlenkranz.
Der linke Seitenaltar von 1654 besteht aus einer Ädikula auf einem Sockel und einem Sprenggiebel mit Knorpelwerkskartusche als Aufsatz, bekrönt von einer Monstranz und Vasen. Die Säulenschäfte sind mit Weinranken, die seitlichen Ohren, der Sockel sowie der Bildrahmen der Mittelzone mit Knorpelwerk verziert. Der Altar zeigt im Mittelbild den Evangelisten Johannes, im Oberbild Maria, am Sockel ein Stifterbild und am Antependium nochmals den Kirchenheiligen Johannes. Der rechte Seitenaltar gleicht im Aufbau und Dekor dem linken und stellt im Mittelbild den heiligen Ulrich, im Aufsatz ein Wappen mit drei Eicheln, am Sockel einen vor dem Altar knienden Stifter und am Antependium den heiligen Oswald dar.
Die Kanzel entstand 1761. An den Wulsten des Kanzelkorbes sitzen die Schnitzfiguren der vier Evangelisten. Die Bilder zwischen den Figuren stellen die Mannalese, die Eherne Schlange und die Bundeslade dar. Die Kanzelrückwand bildet die Darstellung von Moses am Berg Sinai. Am Schalldeckel sitzt eine Frauengestalt, die mit ihren Attributen die drei theologischen Tugenden versinnbildlicht, den Glauben mit einem Kreuz und den Gesetzestafeln, die Hoffnung mit einem Anker und die Liebe mit einem flammenden Herzen. Die Statuen im Langhaus aus der ersten Hälfte des 18. Jahrhunderts und aus dem 19. Jahrhundert stellen den Evangelisten Matthäus und den heiligen Sebastian dar. Das um 1500 geschnitzte Kruzifix ist in Verwahrung.

## Karner
Der 1451 geweihte Karner südlich der Kirche ist ein achtseitiger, gotischer Bau mit mächtigen Strebepfeilern und polygonalem Chor im Osten. An der Westseite ist eine unproportionierte Vorhalle angebaut. Er dient heute als Aufbahrungshalle.